# Collema scabrum
Collema scabrum är en lavart som beskrevs av Degel. Collema scabrum ingår i släktet Collema och familjen Collemataceae.   Inga underarter finns listade i Catalogue of Life.